# Таврійська сільська рада (Токмацький район)
| Таврійська сільська рада — колишній орган місцевого самоврядування у Токмацькому районі Запорізької області з адміністративним центром у с. Таврія. Історична дата утворення: 1961 рік. Сільській раді підпорядковані населені пункти: - с. Таврія - с. Зелений Гай - с. Новогорівка - с. Переможне - с. Степове - с. Чорноземне |

## Склад ради
Загальний склад ради: 16 депутатів.
Партійний склад ради: Партія регіонів — 10, Всеукраїнське об'єднання «Батьківщина» — 3, Сильна Україна — 3.

### Керівний склад ради
| ПІБ                                | Основні відомості                                                               | Дата обрання | Дата звільнення |
| ---------------------------------- | ------------------------------------------------------------------------------- | ------------ | --------------- |
| Колєсніченко Олександр Миколайович | Сільський голова, 1960 року народження, освіта, член Партії регіонів            | 26.03.2006   | 31.10.2010      |
| Гриб Степан Михайлович             | Сільський голова, 1961 року народження, освіта середня спеціальна, безпартійний | 31.10.2010   |                 |

Примітка: таблиця складена за даними джерела